# Boozefighters MC
Le Boozefighters Motorcycle Club (BFMC) est un club moto formé en Californie juste après la Seconde Guerre mondiale. Aujourd'hui, le BFMC comporte des chapitres à travers tous les États-Unis et à travers le Monde. Son siège est situé à Fort Worth, au Texas. Le premier Chapitre Européen a été fondé en France en 2006. D'autres  chapitres internationaux existent au Canada, Japon, Philippines, Corée du Sud, Italie, Allemagne et en Belgique.

## Création du club
Le Boozefighter Motorcycle Club fut créé par d'anciens combattants de la seconde Guerre Mondiale au « All American Café ». «Wino» Willie Forkner, membre du 13 Rebels MC quelque peu indiscipliné, fut exclu de ce club après avoir forcé l'accès à la El Cajon Race , une course organisée par l'AMA. Avec d'autres motards vétérans il décida alors de créer son propre club. Ces clients fidèles du All American Café qui se réunissaient tous les weekends, étaient à la recherche d'un nom pour ce nouveau club. La suggestion viendra d'un des piliers du bar, un motard solitaire qui ne sera jamais membre, Walt Porter. Les voyant batailler pour quelques cannettes et lui aussi alcoolisé, il leur lança : « Boo…Boo…Boozefighters… c'est le nom que vous devriez adopter, vu que la seule chose que vous savez vraiment faire, c'est de venir ici et de tomber des bouteilles d'alcool » (Booze en anglais).[réf. nécessaire]
Ce nom ne sembla pas satisfaire les protagonistes jusqu'au jour ou, lors d'un rassemblement organisé par un autre club, un des membres partiellement alcoolisé qui tentait de faire des donuts sur la terre battue avec sa moto s'étala de tout son long. Coincé sous sa machine des personnes accoururent pour le secourir. Le trouvant ivre mort elles lui demandèrent de quel « damné » club il pouvait bien faire partie. En manque d'inspiration ce dernier leur répondit : « Des Boozefighters de Los Angeles ! » .

## Histoire des couleurs
Début 1946 le premier Chapitre du Boozefighters MC voit le jour à Los Angeles, très rapidement suivi par deux autres à San Francisco et San Pedro. Il devient dès lors nécessaire de trouver un logo distinctif et approprié. L'idée vient du fondateur Wino Willie qui propose, lors d'une réunion au bar « Big A », une chemise verte avec, brodé sur la manche gauche, une bouteille comportant trois étoiles. La signification de ce symbole aurait pu tomber dans l'oubli, sans la mémoire de l'épouse d'un des membres dont la sœur avait effectué la broderie. Il s'agissait précisément d'une bouteille de Cognac Hennessy qui comportait trois étoiles sur son goulot jusqu'en 1953. Wino s'exclama : « Avec un pareil nom d'alcoolique et connus comme tels, nous nous devons d'arborer la bouteille du meilleur breuvage jamais gouté ! ». C'est donc une bouteille de cognac que les GI's avaient ramené de France après la seconde Guerre Mondiale qui inspira le logo .
La chemise verte de Wino, conservée par le Club et exposée au Musée Harley Davidson de Milwaukee, ne fut pas retenue par les membres du Club à l'époque. Le logo «Three Star Bottle», par contre, fut adopté avec enthousiasme et apposé en pleine poitrine sur des sweaters de laine et des Jerseys de coton verts et blanc .
Courant 1946, sous l’impulsion de Wino, le club se structura en créant ses propres règles, nommées « By law ». Ces règles définissaient les termes de Prospection pour les nouveaux postulants, posant ainsi les bases d’une véritable fraternité motarde. Tous les prétextes étaient bons alors pour se retrouver. Des soirées arrosées au « Big A » aux runs endiablés vers la frontière mexicaine, et même jusqu’à Tijuana. Dans le même temps, les courses tenaient une grande place pour les membres du club. Bannis par la très puritaine AMA des années 40, les Boozefighters troquèrent temporairement leurs jerseys vert et blanc bien reconnaissables contre ceux du club des Yellow Jackets (qu’ils considéraient comme un club frère), afin de participer aux courses et aux différents «Gipsy tours» .

## Les évènements de Hollister
C’est justement lors du « Gipsy tour » organisé chaque année par l’AMA dans la petite Ville d’Hollister en Californie, que le BFMC va s’illustrer. Plus de 4000 Motards sont attendus en ce jour de Fête Nationale du 4 juillet 1947, ou sous des allures de grande kermesse, les courses et autres épreuves motocyclistes doivent se succéder deux jours durant. Pour rien au monde, les trois Chapitres Boozefighters rateraient une si belle occasion de faire la fête. La caravane du club est attelée, remplie de caisses de bière et de whisky et conduite par un hangaround. Les membres ainsi que les « Boozettes » (membres féminins du club) de Los Angeles, San Pedro et San Francisco se rejoignent à motos.
À Hollister, la fête bat son plein. L’alcool aidant, des courses sauvages sont organisées en marge de la course officielle, la rue centrale de la petite ville devenant un terrain de jeux. Jim Cameron gare sa moto contre le comptoir à l’intérieur du saloon sous les hourras des motards présents. « Red dog » est arrêté et mis en prison pour miction sur la voie publique et état d’ivresse, ce qui a pour effet de faire monter la tension avec les forces de l’ordre débordées. La prison est prise d’assaut, ce qui vaudra à « Red » son deuxième surnom de «Jailbreak» (évasion). Au bout de deux jours et à grand renforts de police, le calme revient dans la petite cité. Mais ces événements sont très vite relayés et montés en épingle par le San Francisco Chronicle, puis par Life Magazine, le 21 juillet 1947. Une photo choc et quelques lignes vont défrayer la chronique et viennent ébranler l’Amérique bien pensante, créant ainsi le mythe du mauvais motard hors la loi 1%.
L’année suivante, le 4 juillet 1948, les mêmes événements se reproduiront à Riverside en Californie. Cette fois c’est la Garde Nationale qui rétablira le calme.
Les évènements du 4 juillet 1947 à Hollister inspirèrent le film L'Équipée sauvage (The Wild Ones) avec Marlon Brando. Le rôle de « Chino » joué par Lee Marvin fut inspiré par "Wino" Willie Forkner.

## Le Stroker
En Californie, la culture des courses donna naissance à un genre spécial de moteur de moto, le « stroker ». Le changement se situe au niveau de la course du piston qui peut-être augmentée ou diminuée sans toucher à l’alésage. Donc sans changement du cylindre. Selon les historiens, son origine se trouve dans les courses sur circuit en So Cal, peu de temps après l'introduction du modèle knucklehead de Harley-Davidson. « Assis ensemble un samedi à la boutique de moto, les gars de différents clubs buvaient de la bière. CB Clauson, un Boozefighter lorgna une moto. Il s'en approcha et la regarda en calculant. Il prit un piston de cette moto, se dirigea vers une autre, et regarda les cylindres. Il a ensuite commencé à prendre des mesures. Personne n'avait la moindre idée de ce qu'il faisait. C'est alors qu'il eut l'idée d'échanger les pistons pour faire un moteur « stroké » - ce qu'il fit. Le stroker était né. »

## Le Club aujourd'hui
Les Boozefighters ont des chapitres dans le monde entier, y compris aux États-Unis, au Canada, en Europe, au Japon, en Corée et aux Philippines, mais n'a pas de territoire, seulement une histoire .
Pour devenir un prospect, le candidat doit posséder une moto américaine ou d'un pays allié durant la Seconde Guerre Mondiale et obtenir le parrainage d'un membre full patch. Le membre potentiel est ensuite invité à monter faire la fête avec le club. Il est alors considéré comme un “hangaround”, ce qui signifie que la personne est invitée à des événements du club et peut être associé à ses membres. Si un « Hangaround » est jugé approprié et trouve un parrainage, il peut être invité à rejoindre le club en tant que "Prospect". Il pourra alors uniquement porter le rocker inférieur (patch en arc) d'un membre full patch durant sa formation. Le terme full patch désigne l'ensemble rockers haut et bas en combinaison avec le patch central Boozefigher (la bouteille) et le patch carré "MC" .
Pour devenir "full patch" le prospect doit être admis à l'unanimité par les membres du chapitre. Un des devoirs de chaque prospect est d'assister au maximum son club et se faire connaître dans le chapitre en tant que membre de bon caractère. Même si un membre a reçu ses patchs, ceux-ci demeurent la propriété du club. Si le membre s'écarte des règles les patchs doivent être rendus au club.
Dans une interview l'acteur Robert Patrick, membre du Chapitre 101 du Boozefighters MC, décrit le club comme "une organisation à but non lucratif qui amasse des fonds pour aider les vétérans, les enfants et les pauvres".